# Star Trek: La nova generació temporada 5
La cinquena temporada de la sèrie de ciència-ficció de televisió estatunidenca Star Trek: La nova generació va començar a emetre's en redifusió als Estats Units el 23 de setembre de 1991 i va concloure el 15 de juny de 1992, després de l'emissió de 26 episodis. Ambientada al segle XXIV, la sèrie segueix les aventures de la tripulació de la nau estel·lar de la Flota Estel·lar Enterprise-D.
L'episodi d'estrena resol la deixada en suspens de la temporada anterior, revelant que la misteriosa comandant romulana és la filla del tinent Tasha Yar de l'univers alternatiu creat a l'episodi de la tercera temporada "L'Enterprise del passat".
Aquesta temporada, Picard viu algunes de les experiències més memorables de la sèrie, com ara aprendre a comunicar-se amb els fins ara inintel·ligibles tamarians ("Darmok"), superant la seva aversion pels nens quan queda atrapat juntament amb tres nens després que l'Enterprise-D sigui colpejat per un filament quàntic ("Desastre"), i reunió amb l'ambaixador Spock a Romulus a "Unificació". Sobretot, a "La llum interior", experimenta aproximadament 40 anys de vida com a teixidor de ferro en un món alienígena extingit després d'una trobada amb una sonda llançada abans de la destrucció d'aquest món.
Michelle Forbes es va unir al repartiment com alferes Ro Laren, una oficial bajorana que inicialment va ser concebuda per ser un dels personatges principals del proper spin-off Star Trek: Deep Space Nine. Wesley també fa unes quantes aparicions en aquesta temporada quan salva l' Enterprise d'un joc alienígena que en realitat era un dispositiu de control mental ("El joc"), i més tard a l'Acadèmia de la Flota Estel·lar quan participa en un encobriment de les circumstàncies que envolten la mort d'un dels seus companys de classe ("El primer deure").
La temporada acaba amb el descobriment del cap de Data en una cova sota San Francisco que havia estat segellada durant 500 anys, i finalment amb Data, Picard, La Forge, Troi, Riker i Doctor Crusher atrapats a la Terra del segle XIX ("La sageta del temps").
El logotip tal com es veu als crèdits inicials només té un canvi menor aquesta temporada, ja que té ombres posteriors. Durant la producció d'aquesta temporada, el creador de Star Trek Gene Roddenberry va morir d'una aturada cardíaca. La producció de l'episodi "El culte a l'heroi", dirigit per Patrick Stewart, es va aturar quan la notícia va arribar al plató.

## Repartiment
- Patrick Stewart com a capità Jean-Luc Picard
- Jonathan Frakes com a comandant William T. Riker
- Brent Spiner com a tinent. Cmdr. Dades
- Gates McFadden com el Dr. (Cmdr.) Beverly Crusher
- LeVar Burton com a tinent. Cmdr. Geordi La Forge
- Marina Sirtis com a consellera (Lt. Cmdr.) Deanna Troi
- Michael Dorn com a tinent. Worf

## Personatges recurrents
- Majel Barrett – Veu d'ordinador (7 episodis)/Lwaxana Troi (1 episodi)
- Michelle Forbes - Ensign Ro Laren (6 episodis)
- Patti Yasutake - Ensign Alyssa Ogawa (5 episodis)
- Colm Meaney - Cap del transportista (Lt.) Miles O'Brien (4 episodis)
- Sheila Franklin – Felton (4 episodis)
- Brian Bonsall – Alexander Rozhenko (4 episodis)
- Whoopi Goldberg – Guinan (4 episodis)
- Rosalind Chao – Keiko O'Brien (3 episodis)
- Denise Crosby – Comandant Sela (3 episodis)
- Wil Wheaton – Wesley Crusher (2 episodis)
- Ashley Judd - Ensign Robin Lefler (2 episodis)
- Leonard Nimoy - Ambaixador Spock (2 episodis)

## Doblatge al català
La sèrie va ser doblada al català pels estudis Tramontana (primera part) i Soundtrack (segona part) i emesa a TV3 l’any 1991. Els dobladors de la temporada foren:
| Personatge      | Actor/actriu    | Veu en català            |
| --------------- | --------------- | ------------------------ |
| Jean-Luc Picard | Patrick Stewart | Joan Crosas              |
| William Riker   | Jonathan Frakes | Antoni Forteza           |
| Data            | Brent Spinner   | Joaquim Sota             |
| Geordi La Forge | LeVar Burton    | Aleix Estadella          |
| Worf            | Michael Dorn    | Enric Arquimbau          |
| Gates McFadden  | Beverly Crusher | Aurora Garcia            |
| Deanna Troi     | Marina Sirtis   | Victòria Pagès           |
| Wesley Crusher  | Will Wheaton    | Roger Pera               |
| Miles O'Brien   | Colm Meaney     | Joan Pera                |
| Guinan          | Whoopi Goldberg | Montserrat Garcia Sagués |
| Ro Laren        | Michelle Forbes | Teresa Manresa           |
| Alyssa Ogawa    | Patty Yasutake  | Maria Josep Guasch       |

## Episodis
| Núm. total | Núm. de la temporada | Títol                                              | Direcció           | Guió | Data d'emissió original | Codi de prod. | Nielsen rating |
| --- | -------------------- | -------------------------------------------------- | ------------------ | --- | ----------------------- | ------------- | -------------- |
| 101 | 1                    | «Redempció, Part II Redemption, Part II»           | David Carson       | Ronald D. Moore                                                                                                  | 23 de setembre de 1991  | 201           | Desconegut     |
| La Guerra Civil Klingon arriba a la seva conclusió. |                      |                                                    |                    | |                         |               |                |
| 102 | 2                    | «Darmok»                                           | Winrich Kolbe      | Història de : Philip LaZebnik i Joe Menosky Guió de : Joe Menosky                                                | 30 de setembre de 1991  | 202           | Unknown        |
| Picard ha d'aprendre a comunicar-se amb un capità alienígena que parla en metàfores abans que una bèstia perillosa els mati a tots dos. Estrella convidada Paul Winfield com a Dathon. |                      |                                                    |                    | |                         |               |                |
| 103 | 3                    | «L'alferes Ro Ensign Ro»                           | Les Landau         | Història de : Rick Berman & Michael Piller Guió de : Michael Piller                                              | 7 d'octubre de 1991     | 203           | 11.6           |
| Després d'un atac a un lloc avançat de la Federació, Picard és enviat a localitzar una terrorista bajorana amb l'ajuda de l'alferes Ro Laren. |                      |                                                    |                    | |                         |               |                |
| 104 | 4                    | «Avatar de silici Silicon Avatar»                  | Cliff Bole         | Història de : Lawrence V. Conley Guió de : Jeri Taylor                                                           | 14 d'octubre de 1991    | 204           | 12.0           |
| Amb l'ajuda d'un científic el fill del qual vivia al món natal de Data, la tripulació intenta comunicar-se amb l'Entitat cristal·lina. |                      |                                                    |                    | |                         |               |                |
| 105 | 5                    | «Desastre Disaster»                                | Gabrielle Beaumont | Història de : Ron Jarvis & Philip A. Scorza Guió de : Ronald D. Moore                                            | 21 d'octubre de 1991    | 205           | 12.3           |
| L' Enterprise està molt danyat després d'haver estat atropellat per una anomalia espacial, atrapant a Picard en un turboascensor amb tres nens i altres en diversos llocs. El comandament del pont recau en Deanna Troi, que se sent mal preparada, més encara quan l'amenaça d'una ruptura del nucli de curvatura posa en perill l'Enterprise. |                      |                                                    |                    | |                         |               |                |
| 106 | 6                    | «El joc The Game»                                  | Corey Allen        | Història de : Susan Sackett & Fred Bronson i Brannon Braga Guió de : Brannon Braga                               | 28 d'octubre de 1991    | 206           | 13.4           |
| Wesley visita l' Enterprise i troba la tripulació addicta a un joc d'ordinador que altera la ment. Estrella convidada Ashley Judd com a Robin Lefler. |                      |                                                    |                    | |                         |               |                |
| 107 | 7                    | «Unificació, part 1 Unification, Part I»           | Les Landau         | Història de : Rick Berman & Michael Piller Guió de : Jeri Taylor                                                 | 4 de novembre de 1991   | 208           | 15.4           |
| S'informa que Spock ha desertat als romulans. Picard i Data viatgen a Ròmulus en un vaixell klíngon encobert per investigar. |                      |                                                    |                    | |                         |               |                |
| 108 | 8                    | «Unificació, part 2 Unification, Part II»          | Cliff Bole         | Història de : Rick Berman & Michael Piller Guió de : Michael Piller                                              | 11 de novembre de 1991  | 207           | 15.4           |
| Spock intenta unificar vulcanians i romulans en pau, però cau en una trampa romulana. |                      |                                                    |                    | |                         |               |                |
| 109 | 9                    | «Una qüestió de temps A Matter of Time»            | Paul Lynch         | Rick Berman | 18 de novembre de 1991  | 209           | 13.9           |
| Un aparent historiador del segle XXVI visita l' Enterprise mentre ajuden un planeta a prevenir un hivern nuclear. Estrella convidada Matt Frewer com a Berlinghoff Rasmussen. |                      |                                                    |                    | |                         |               |                |
| 110 | 10                   | «Noves tècniques New Ground»                       | Robert Scheerer    | Història de : Sara Charno & Stuart Charno Guió de : Grant Rosenberg                                              | 30 de desembre de 1991  | 210           | 11.9           |
| Worf intenta ser el pare del seu fill, l'Alexander, mentre que l' Enterprise ajuda a provar una nova tecnologia de propulsió. |                      |                                                    |                    | |                         |               |                |
| 111 | 11                   | «El culte a l'heroi Hero Worship»                  | Patrick Stewart    | Història de : Hilary J. Bader Guió de : Joe Menosky                                                              | 6 de gener de 1992      | 211           | 12.7           |
| Data salva la vida d'un nen orfe que comença a emular-lo. |                      |                                                    |                    | |                         |               |                |
| 112 | 12                   | «Violacions Violations»                            | Robert Wiemer      | Història de : Shari Goodhartz & T. Michael i Pamela Gray Guió de : Pamela Gray & Jeri Taylor                     | 27 de gener de 1992     | 212           | 12.1           |
| Un alienígena telepàtic que viatja a bord del Enterprise ataca telepàticament Troi i envaeix les ments de Beverly Crusher i William Riker. |                      |                                                    |                    | |                         |               |                |
| 113 | 13                   | «La societat perfecta The Masterpiece Society»     | Winrich Kolbe      | Història de : James Kahn i Adam Belanoff Guió de : Adam Belanoff and Michael Piller                              | 3 de febrer de 1992     | 213           | 12.0           |
| L' Enterprise ajuda una colònia humana eugenètica llunyana a evitar la destrucció, però altera el seu delicat equilibri posant fi a 200 anys d'aïllament. |                      |                                                    |                    | |                         |               |                |
| 114 | 14                   | «L'enigma Conundrum»                               | Les Landau         | Història de : Paul Schiffer Guió de : Barry Schkolnick                                                           | 10 de febrer de 1992    | 214           | 12.2           |
| Els records de la tripulació s'han esborrat misteriosament. Aviat descobreixen que estan sent manipulats per participar en una guerra. |                      |                                                    |                    | |                         |               |                |
| 115 | 15                   | «Joc ofensiu Power Play»                           | David Livingston   | Història de : Paul Ruben i Maurice Hurley Guió de : René Balcer i Herbert Wright & Brannon Braga                 | 17 de febrer de 1992    | 215           | 13.2           |
| Troi, O'Brien i Data estan en possessió d'entitats que volen el control de la nau. |                      |                                                    |                    | |                         |               |                |
| 116 | 16                   | «Ètica Ethics»                                     | Chip Chalmers      | Història de : Sara Charno & Stuart Charno Guió de : Ronald D. Moore                                              | 24 de febrer de 1992    | 216           | 12.6           |
| Worf es queda paralitzat, possiblement de per vida, i demana en Riker que l'ajudi a la cerimònia Hegh'bat, un ritual de suïcidi klíngon. La Dra. Crusher consulta un investigador que pren riscos per salvar-li la vida. |                      |                                                    |                    | |                         |               |                |
| 117 | 17                   | «Marginació The Outcast»                           | Robert Scheerer    | Jeri Taylor | 16 de març de 1992      | 217           | 12.3           |
| Riker s'enamora d'un lienígena andrògin durant els seus esforços per rescatar altres de la mateixa raça que van quedar atrapats a "l'espai nul". |                      |                                                    |                    | |                         |               |                |
| 118 | 18                   | «Causa i efecte Cause and Effect»                  | Jonathan Frakes    | Brannon Braga | 23 de març de 1992      | 218           | 13.0           |
| L' Enterprise s'encalla en un bucle temporal però la tripulació conserva una mica de memòria d'instàncies anteriors. Estrella convidada Kelsey Grammer com Morgan Bateson. |                      |                                                    |                    | |                         |               |                |
| 119 | 19                   | «El primer deure The First Duty»                   | Paul Lynch         | Ronald D. Moore & Naren Shankar                                                                                  | 30 de març de 1992      | 219           | 12.1           |
| Wesley és qüestionat per un accident d'entrenament en vol a l'Acadèmia de la Flota Estel·lar. Estrella convidada Ray Walston com Boothby. |                      |                                                    |                    | |                         |               |                |
| 120 | 20                   | «El preu de la vida Cost of Living»                | Winrich Kolbe      | Peter Allan Fields                                                                                               | 20 d'abril de 1992      | 220           | 11.7           |
| La mare de Deanna, Lwaxana, arriba per casar-se amb un home que mai ha conegut. Worf té dificultats per reorganitzar l'Alexander, la qual cosa s'agreuja quan Lwaxana pren el nen sota la seva ala. |                      |                                                    |                    | |                         |               |                |
| 121 | 21                   | «La parella perfecta The Perfect Mate»             | Cliff Bole         | Història de : René Echevarria i Gary Perconte Guió de : Gary Perconte i Michael Piller                           | 27 d'abril de 1992      | 221           | 10.8           |
| Picard s'obliga a resistir els encants d'un metamorf empàtic femení que és enviat a casar-se amb un líder alienígena com a ofrena de pau. Estrella convidada Famke Janssen com a Kamala. |                      |                                                    |                    | |                         |               |                |
| 122 | 22                   | «L'amiga imaginària Imaginary Friend»              | Gabrielle Beaumont | Història de : Jean Louise Matthias & Ronald Wilkerson i Richard Fliegel Guió de : Edithe Swensen i Brannon Braga | 4 de maig de 1992       | 222           | 12.1           |
| El company de joc imaginari d'un nen adquireix una forma física i amenaça el benestar de l' Enterprise. |                      |                                                    |                    | |                         |               |                |
| 123 | 23                   | «Jo, Borg I, Borg»                                 | Robert Lederman    | René Echevarria                                                                                                  | 11 de maig de 1992      | 223           | 12.8           |
| L' Enterprise rescata un supervivent dels Borg, a qui Geordi anomena 'Hugh'. Picard planeja carregar un virus informàtic destructiu a Hugh perquè el virus s'estengui per tot el col·lectiu quan Hugh sigui enviat de tornada. |                      |                                                    |                    | |                         |               |                |
| 124 | 24                   | «La fase següent The Next Phase»                   | David Carson       | Ronald D. Moore                                                                                                  | 18 de maig de 1992      | 224           | 11.7           |
| Un accident de transportador atrapa Geordi i Ro Laren fora de fase amb l'espai normal. Mentre els altres planifiquen el seu funeral, Geordi i Ro han de trobar una manera de revertir el procés i salvar l' Enterprise de la destrucció. |                      |                                                    |                    | |                         |               |                |
| 125 | 25                   | «La llum interior The Inner Light»                 | Peter Lauritson    | Història de : Morgan Gendel Guió de : Morgan Gendel i Peter Allan Fields                                         | 1 de juny de 1992       | 225           | 11.1           |
| Una sonda espacial crea un lligam telepàtic per a Picard i fa que experimenti, en vint-i-cinc minuts, tota una vida com a home casat en un món que va ser destruït fa un mil·lenni. |                      |                                                    |                    | |                         |               |                |
| 126 | 26                   | «La sageta del temps, part 1 Time's Arrow, Part I» | Les Landau         | Història de : Joe Menosky Guió de : Joe Menosky & Michael Piller                                                 | 15 de juny de 1992      | 226           | 11.8           |
| S'ha descobert un artefacte de 500 anys d'antiguitat a la Terra: el cap tallat de Data. L' Enterprise investiga la implicació alienígena en el passat de la Terra i Data compleix el seu destí. |                      |                                                    |                    | |                         |               |                |

## Recepció
El 2019, CBR va classificar la temporada 5 de Star Trek: La nova generació com la tercera millor temporada de totes les temporades de Star Trek fins aleshores i la temporada més ben valorada de Star Trek: La nova generació.